# David Draiman
David Michael Draiman (ur. 13 marca 1973 w Nowym Jorku) – amerykański wokalista zespołu nu-metalowego Disturbed.

## Życiorys
Urodził się w ortodoksyjnej rodzinie żydowskiej. Jeden z pięciu artystów występujących na soundtracku do filmu Królowa potępionych wraz z Wayne’em Statikiem z grupy Static-X, Jayem Gordonem z Orgy, Chesterem Benningtonem z Linkin Park oraz Marilynem Mansonem. Ma również na koncie soundtrack w filmie Transformers. Draiman początkowo porzucił rodzinę i swoją wiarę dla kariery rockowej (co bardzo zdenerwowało jego dziadka, który przetrwał Holocaust), jednakże po jego śmierci, ku czci dziadka wydał album Believe i nagrał utwór pt. „Never Again” o Holokauście Asylum. Również jego babcia uniknęła śmierci podczas Holocaustu (była więziona w Auschwitz-Birkenau).
Draiman uczęszczał do Loyola University, na którym ukończył trzy specjalizacje: biznes, nauki polityczne i filozofię. Po ukończeniu studiów poważnie rozważał studiowanie prawa. Nie zdecydował się jednak na to i zaczął pracować jako asystent administracyjny, w zakładzie opieki zdrowotnej. Rok później zdobył licencję administratora i przez pięć lat prowadził własną placówkę medyczną, zanim dołączył do Disturbed. W 2003 roku rozpoczął pracę nad swoim pierwszym solowym albumem, przy którym współpracował razem z Danem Doneganem i Mikiem Wengrenem, gitarzystą i perkusistą zespołu. 
Utwór „Inside The Fire” porusza temat samobójstwa. Teledysk, dość kontrowersyjny w wymowie, opowiada o chłopaku, który zastaje w domu zwłoki swej powieszonej dziewczyny, powstał w dwóch wersjach. Draiman wspominał, że kiedy miał około 16 lat, jego dziewczyna zabiła się, co czyniło nagranie utworu i teledysku trudnym. Na początku tego ostatniego wokalista apeluje do młodych, aby rozglądali się wokół siebie w poszukiwaniu oznak depresji i myśli samobójczych u innych. Jeżeli znajdą się takie osoby, prosi o telefon na specjalną linię pomocy dla osób „pragnących śmierci”. Chce w ten sposób uchronić ich przed losem, jaki spotkał jego dziewczynę.
Piosenka z albumu „Asylum” pt. „My Child” opowiada o nadziejach wokalisty na dziecko, które miał, kiedy jego dziewczyna była z nim w ciąży, i ich utracie, gdy poroniła (pierwszy trymestr).
W 2006 roku piosenkarz został sklasyfikowany na 42. miejscu listy 100 najlepszych wokalistów wszech czasów według Hit Parader.
Był frontmanem w zespole Device.
W 2015 powrócił do zespołu Disturbed, który po kilku latach przerwy znów zaczął nagrywać piosenki. Wówczas ukazał się najnowszy album Disturbed – Immortalized.
Ma brata Bena, który mieszka w Jerozolimie. W 2011 roku  jego żoną została Lena Yada, modelka i zapaśniczka; mają jedno dziecko.

## Poglądy
Jak sam stwierdził, jest "bardzo, bardzo silnym stronnikiem Izraela". W czerwcu 2024 r., podczas wojny Izraela z Hamasem, Draiman umieścił w serwisie Instagram zdjęcie, na którym podpisuje pocisk artyleryjski Sił Obronnych Izraela słowami „Fuck Hamas”. Wywołało to kontrowersje. 

## Dyskografia
- Queen Of The Damned (Music From And Inspired By The Motion Picture) (2002, Reprise Records)[8]
- Megadeth – Super Collider (2013, Tradecraft, gościnnie)[9]
- Halestorm – The Strange Case Of... (2013, Atlantic, gościnnie)[10]
- Trivium – Vengeance Falls (2013, Roadrunner, produkcja muzyczna)[11]

## Filmografia
- „Lennon or McCartney” (jako on sam, 2014, film dokumentalny, reżyseria: Matt Schichter)[12]